# Kortumowa Góra
Kortumowa Góra – wzgórze na Roztoczu Wschodnim, w obszarze Roztocza Lwowskiego, geologiczny pomnik przyrody, park leśny w dzielnicy szewczenkowskiej we Lwowie.
Park znajduje się we wschodniej części miasta na stokach wzniesienia posiadającego tę samą nazwę. Od Wysokiego Zamku, które jest najwyższym wzniesieniem we Lwowie oddziela je dolina rzeki Pełtwi. Kortumowa Góra w najwyższym punkcie ma 374 m n.p.m., od 1984 posiada status geologicznego pomnika przyrody o powierzchni 21,4 ha. Południowo-zachodni stok jest łagodny, sięga ulicy Tarasa Szewczenki (d. Janowskiej), a u jego podnóża znajduje się Cmentarz Janowski o powierzchni 45 ha. Północno-zachodni i północny stok stanowią stromą skarpę przeciętą ulicami Winnica i Warszawską. Od wschodu Kortumowa Góra tworzy niewielki grzbiet wzniesień zakończony Górą Stracenia.
Nazwa góry i parku pochodzi od radcy gubernialnego Galicji Ernesta Traugotta Kortuma (ur. 1742, zm. 1811), autora "Examen du partage de Pologne" i "Magna charta v. Galizien, oder Untersuchung der Beschwerden des galis. Adels". Posiadał on na Przedmieściu Krakowskim folwark z ogrodem, który dał początek osadzie Kortumówka. W lesie na wzgórzu w pobliżu folwarku Ernest Kortum wybudował obelisk upamiętniający żonę Fryderykę, stąd Austriacy nazywali wzgórze "Frederikenhof". Do dwudziestolecia międzywojennego wyraźnie zauważalne były pozostałości okopów kozackich, które powstały pod kierunkiem Petra Doroszenki podczas oblężenia miasta w 1672. Na pamiątkę tego wydarzenia jedno z wzniesień nosi nazwę Kopca Doroszenki. Na południe od Kortumowej Góry znajdowały się strzelnice, od 1949 jest to baza szkolna sportów letnich Ministerstwa Obrony Ukrainy we Lwowie.
We wrześniu 1939 o Kortumową Górę toczyły się walki polsko-niemieckie w czasie obrony Lwowa. Wehrmacht zajął Kortumową Górę 13 września, oddziały niemieckie ostrzeliwały stąd miasto do 21 września, kiedy to w związku z linią demarkacyjną paktu Ribbentrop-Mołotow wycofały się spod Lwowa, który skapitulował przed Armią Czerwoną 22 września.